# Николай Кузнецов (художник)
Николай (Микола) Дмитриевич Кузнецов (на руски: Николай Дмитриевич Кузнецов, на украински: Микола Дмитриевич Кузнецов) е украински и руски живописец и график, портретист и жанров живописец. Той е академик и професор по батална живопис в Императорската художествена академия. Като активен передвижник и един от основателите на Дружеството на южноруските художници, той играе значителна роля в развитието на украинското реалистично изкуство през втората половина на ХХ и началоно на ХХІ век. Баща е на известната оперна певица Мария Кузнецова-Беноа.

## Биография
Николай (Микола) Дмитриевич Кузнецов е роден на 2/14 декември 1850 г. в семейството на Клавдия и Дмитрий Кузнецови, в родовото им имение Степановка, Херсонска губерния, днес Украйна. Баща му, дворянинът Дмитрий Михайлович Кузнецов, е щабскапитан и херсонски земевладелец. Някои от братята му стават военни – Лев е подпоручик, Константин – щабскапитан, а Димитър също става художник. Всички те са едри земевладелци. Бащата е собственик на 5 села – Новомариновка, Константиновка, Дмитровка, Степановка, Маряновка и Пшоняное.
Николай получава образованието си в гимназията в Одеса, но за разлика от по-малкия си брат Дмитрий, не проявява никаква склонност към науката и в седми клас напуска училището. В селото води свободния живот на богат, безгрижен младеж. Любимото му занимание е ловът. До 24-годишна възраст се занимава със земеделие в имението на баща си.
Интересът му към изкуството се поражда в средата на 1870-те години, от 1875 г. в продължение на една година взема уроци по рисуване при художника Фридрих Малман в Одеса и показва отлични способности. След като прави несполучлив опит да стане военен, той, внезапно взема неочакваното за всички решение да стане художник. Между1876 и 1879 с прекъсвания се обучава в Императорската художествена академия (ИХА) при Павел Чистяков. Запознанството му с Иван Шишкин, Иван Крамской и Иля Репин оказват голямо влияние върху формирането на творческите и естетически възгледи на младия художник. По време на следването си е награден с три сребърни медала. Напуска академията без да е завършил.
През 1879 г., по настояване на Иван Крамской и Иван Шишкин, напуска Академията и се завръща в Степановка заедно с художника Афанасий Размарицин. В продължение на пет години живее в имението си, като редовно посещава Москва и Санкт Петербург. На следващата година започва да участва в изложбите на передвижниците. В края на 1880-те става член на художествения кръг „Абрамцев“, където се сприятелява със Сава Мамонтов, Василий Поленов, Виктор Васнецов, Валентин Серов и Иля Репин. През 1890 той става един от основателите на Дружеството на южноруските художници (ТЮРХ), заедно с Кириак Костанди.
От 1883 г. е член е на обществото на передвижниците и показва картините си на техни изложби. И четирите му картини, показани на изложбата от 1881 г. са закупени от Павел Третяков. Участва в международни изложби и изложби на руско изкуство в чужбина. През 1887 г., заедно с по-малкия си брат Дмитрий и Кириак Костанди пътува из Европа. През 1890 става един от основателите на Асоциацията на южноруските художници и постоянен участник в нейните изложби. Участва в Световните изложения в Париж, където получава сребърни медали (1889, 1900), в Чикаго (1893) и на парижкия „Есенен салон“.
През 1888 г. се жени, когато вече има две деца – дъщеря Мария и син Михаил, а три години по-късно се ражда и дъщера му Людмила. Въпреки недоволството на роднините му, той създава семейство с обикновената работничка А. Г. Проценко. Един от свидетелите на сватбата е приятелят му Кирияк Костанди. Дъщерята Мария израства като артистична личност с прекрасни гласови данни и по-късно става известна оперна певица, първо прима на Мариинския театър, а по-късно – солистка в Парижката опера.
На следващата година получава тежка травма при опита си да демонстрира физическа сила. Вдига двама души на раменете си и се опитва да повдигне и допълнителна тежест. По време на опита разтяга сухожилия и това става повратна точка в живота му. Дълги години след това му се налага да ходи с патерици и да работи само седнал. ТКова окончателно го кара да се посвети на живописта.
От 1895 г. е действителен член на Императорската художествена академия, а през 1900 г. е удостоен със званието академик „за известност в художествената област“. През същата година е награден с френския Орден на Почетния легион. От 1895 г., в продължение на две години, е професор-ръководител на ателието по батална живопис във Висшето художествено училище по живопис, скулптура и архитектура към ИХА.
В периода 1895 – 1897 г. живее в Санкт Петербург, а след това, в продължение на две години – в Одеса, където прекарва по-голямата част от живота си. На част от собствените си земи построява художествена галерия и ателие, в което да работи. Галерията е открита през 1900 г. и в колекцията ѝ са включени картини на Иля Репин, Валентин Серов, Иван Крамской, Виктор Васнецов, Иван Похитонов, картини на френски художници от салона на Марсово поле, художниците Ж. Александер, Л. Деламо, Ш. Коте, Г. Латуша, норвежеца Фриц Таулов и други. Тази галерия играе важна роля за развитието на творческите възгледи на одеските художници. Кузнецов става много популярен в Одеса и получава доста поръчки, а ателието му е своеобразен център, където се събират не само местни художници, но и Репин, Серов, Поленов, Врубел, Фьодор Шаляпин и много други изявени културни дейци.
 (1901)
Октомврийската революция заварва художника като вече немлад и болен човек. Той не успява да приеме и свикне с новите условия и през 1920 г., следвайки дъщеря си, оперната певица Мария Кузнецова-Беноа, заминава за чужбина и се установява в Кралство Югославия. Там живее във Вжеш, Бела Церква, Риека и Сараево. Рисува главно портрети по поръчка. Участва в Изложбата на руската живопис и скулптура в Бруклинския музей (1923) и изложбата на Обединението на руските художници в Кралството.
Художникът умира на 2 март 1929 г. в Сараево, където е погребан.

## Творчество
Въпреки че не завършва Академията, през творческия си път талантливият художник овладява много и различни видове живописни умения. Западната живопис също оказва влияние върху стила му, тъй като пътува много и посещава Франция, Германия, Австрия, Италия.
Битовите му картини, в които център на внимание обикновено са украински селяни, показват живописни фрагменти от живота в Централна Русия. Характерни са с точно предаване на настроението и красиви етюди. По дълбочина на социалното си съдържание и по майсторството на изпълнение, те принадлежат към най-добрите жанрови картини на селска тематика в украинското реалистично изкуство. Селото, където прекарва голяма част от живота си, дава на художника богат матерал. Картините му привличат със свежестта на чувствата и оптимистичното възприемане на живота – „Вечер в Украйна“, „В отпуск“ (1882), „Полски цветя“ (1884), „В моята градина“.
Кузнецов играе важна роля в културния живот на Одеса в началото на 20 век, не само като художник, но и като човек, чийто дом е посещаван от популярни личности. Работи главно като портретист и създава галерия от портрети на известни свои съвременници – художниците Иван Похитонов (1882), Иля Репин (1885), Василий Поленов (1888), Виктор Васнецов (1891), Николай Складовски (1891), Алберт Беноа (1897), на композитора Пьотър Чайковски (1893), на оперните певци Александър Додонов (1881) и Фьодор Шаляпин (1903), биолога и ембриолог Александър Ковалевски, меценатът граф Михаил Толстой (1890), математика Валериан Лигин (1892), журналиста Константин Пятницки (1895), генерал-лейтенант Андрей Нилус (1917) и други. Често герои на малки жанрови картини стават негови роднини, приятели и познати – „Портрет на Соня“ (дъщерята на художника Александър Александрович Кисельов, (1884)), „Портрет на Рахел Исакович“ (1892). Рисува портрети и по поръчка. Много от тях, изобразяващи известни културни дейци, прави по поръчка на Павел Третяков.
Пейзажите му се отличават с добра рисунка, обмислена композиция и внимателно изпълнение – „Лятна вечер в Украйна“ (1889), „Пролет в градината“ (1889), „Имението“ (1893), „Снопи“ (1913), „Речен бряг“ (1913) „Морски прибой“ (1913), „Сив ден“ (1913), „В покрайнините на Цхалтубо“, „Пролет“.
Сериозно внимание привличат картините му „Обход на владенията“ (1879), „Малорускиня, почиваща на тревата“ (или „На празник“), „Лов с хрътки“, „След обяда“, „Икономка“ (1887), „Стадо свине“, „Разходка в селото“, „Старият помешчик“, „Стадо волове“, „Стадо овце“ (1902) „Мирови съдия“ (1887), „Обучение на кучета“, „Спящото момиче“, „Ключар“, „На почивка“.
Произведенията на Кузнецов се намират в много музейни колекции, включително Държавната третяковска галерия, Държавния руски музей, Одеския художествен музей и други.
- Портрет на Кузнецов от Виктор Васнецов
- Портрет на Кузнецов от Виктор Васнецов (1884)
- Портрет на Кузнецов от Осип Браз (1900)
- Репин – Запорожци пишат писмо на турския султан. В червено – Кузнецов

- Портрети
- Иван Похитонов (1882)
- Василий Поленов (1888)
- Николай Складовски (1891)
- Виктор Васнецов (1891)
- Портрет на младо момиче (1891)
- Съпругата на Кузнецов (1893)
- Пьотър Чайковски (1893)
- Аполинарий Васнецов (1897)
- Алберт Беноа (1897)
- Фьодор Шаляпин (1902)
- Мария Кузнецова в операта „Мазепа“ (1897)
- Андрей Нилус (1917)

- Жанрова живопис
- Малорускиня, почиваща на тревата (1879 – 1881)
- На работа (1882)
- Разходка в провинцията (1885)
- Мирови съдия (1887)
- След обяда. Вляво – брат му Дмитрий (1888)
- Стадо прасета (1889)